# CV-365
La CV-365, también llamada Acceso noroeste de Paterna (en valenciano Accés nord-oest de Paterna), es una carretera autonómica valenciana que inicia su recorrido en la CV-35 (Autovía del Túria o de Ademuz) a la altura de Terramelar y finaliza enlazando con la V-30 y la N-220 junto al polígono industrial Fuente del Jarro. La carretera es competencia de la Generalidad Valenciana.

## Nomenclatura

Indicador

La CV-365 pertenece a la red de carreteras de la Generalidad Valenciana. Su nombre viene de la CV (que indica que es una carretera autonómica de la Comunidad Valenciana) y el 365, es el número que recibe dicha carretera, según el orden de nomenclaturas de las carreteras de la Comunidad Valenciana.

## Historia
La CV-365 sustituyó a la carretera local  V-615  con trazado similar al actual.

## Trazado
La CV-365 comienza en el enlace con la Autovía de Ademuz CV-35 junto a Terramelar y la torre de la TVV. La primera salida es con la CV-31, que une la Feria de Muestras de Valencia con Godella (solo el tramo de autovía). A continuación, bordea la población de Paterna por el norte dirigiéndose al polígono industrial de Fuente del Jarro. Termina su recorrido enlazando con la V-30 y con la N-220 que se dirige a Manises y al Aeropuerto de Valencia, dónde después se convierte en la V-11.